# 放課後のトラットリア
『放課後のトラットリア』（ほうかごのトラットリア）は、橙乃ままれ原作、水口鷹志作画による日本の漫画（ウェブコミック）作品。フレックスコミックスのウェブコミック配信サイト『FlexComixブラッド』のちジー・モードの『COMIC メテオ』で連載されていた、女子高生によるファンタジー世界における料理を主題とするストーリー漫画である。『COMIC メテオ』においては第1話のみを配信している。現在、単行本に未収録の第6話から第9話までを見ることはできない。

## 概要
2011年7月27日より「FlexComixブラッド」で連載開始、2012年9月に同サイトが同社の『FlexComixネクスト』と共に『COMIC メテオ』へと統合されると2012年9月26日より第1話から再録する形で連載を継続した。公式なジャンルを「放課後“異世界”クッキングファンタジー」といい、表題は公式に「ほうとら」と略される。単行本全1巻には漫画本編の他、作中に描かれた料理の食材を現実に存在するものと置きかえた料理や食材に関する知識を紹介するコラム「橙乃ままれの放課後グルメ紀行」とweb掲載時のものに加筆し全23ページとした第2.5話を収録した。
2013年1月に文芸誌『ダ・ヴィンチ』のwebサイト「ダ・ヴィンチ電子ナビ」は本作を「異色料理漫画」の一つに挙げ「異世界人との異文化交流を描いた漫画で、高校生達の料理を食べた際の異世界人の、穏やかながらも『心が開けた』リアクションは特筆モノ」と評した。
2015年5月11日、公式サイト上で「諸般の事情により現在掲載中の第9話にて、連載を終了する」と発表された。

## あらすじ
※単行本全1巻収録の第5話までのあらすじ。
橘高校料理研究部に属するくいな・はるか・京湖・あやめの4人は、ある夏の放課後、家庭科室で合宿を行っていた。料理の得意なはるかと京湖に対し、くいなはパン作りしか得意料理が無かった。その日も彼女がパンを焼いているとオーブンから突然、黒煙が噴き出した。焦がしたと慌てたくいながオーブンを開けると4人は黒煙に飲み込まれ、気がつくと見たことも無い場所に立っていた。やがて地響きのような音を立てる巨大な亀の背から投げ出された彼女たちは、馬車一行の上に落ちてしまう。翌朝目覚めた4人は、自分たちが奇妙な形の耳や動物のような顔を持つ人々の暮らす異世界に迷い込んだことを知った。彼女たちを保護したのは新領主としてロドウェルの町に向かうエルスタインと名乗る男性で、この世界では外の世界からの来訪者もあることを話し、彼女らが帰れるときまで生活を保証すると言う。
エルスタインと領主城館に入った4人は彼の招きで着任式に出席するが、宴の席で料理について客から苦情を言われて泣いているメイドと出会う。正規の料理人は上客の相手に忙しく先輩たちから不得手な料理を押し付けられて「料理なんて嫌い」と嘆く彼女に、くいなは「料理は作る人も食べる人も楽しむもの」だと言い、4人は京湖を中心に美味い料理を作ってみせ、客とメイド・ベルセッタを喜ばせた。
後日、お礼をしたいと言うベルセッタに、あやめは深夜に厨房へ忍び込む手引きを依頼した。行き届いた領主館の暮らしに気兼ねさえ感じる4人だったが、ただ一つ食事だけは口に合わず、この世界の食材を使って自分たちで研究したいと思ったのだ。エルスタインから異世界の少女たちの世話役を任された秘書官・セキレイは通りかかった第二厨房に彼女らが忍び込んでいるのを見咎めるが、差し出された異世界の料理「クリームシチュー」の味に驚き4人に城の料理方になるよう提案する。しかし後日その提案は、厨房長らの抵抗に遭い頓挫する。圧力をかけると憤るセキレイを諌めたあやめは、その夜エルスタインの許を訪れて彼の配慮に感謝しつつ身の振り方は自分たちで決めたいと申し出るのだった。翌朝、先ごろ干しアンズを調達し天然酵母を作っていたくいなは、今までこの世界で食べていたのとは異なる柔らかいパンを焼いて皆に振る舞った。彼女はまた、日本を恋しがって沈んでいたはるかのために和風の汁物も用意していた。その頃、エルスタインの許には一通の不穏な手紙が届けられたのだった。

## 登場人物
※単行本全1巻収録の第5話までに登場したキャラクターとその情報。この漫画には明らかにヒトとは異なる種族の異世界人も登場するが、本項では作中に倣い彼らも人間として扱う。

### 橘高校料理研究部
※校名の読みは「たちばなこうこう」。
更沙利くいな（さらさり くいな）
ショートカットの髪型でとても明るい性格のムードメーカー。料理全般不得手だが、パン作りだけは上手でその知識も詳しい。食べることも大好き。この漫画では主人公が明確でないが、作品紹介では彼女の視点から4人と物語の概要が紹介される。
星椋鳥はるか（むくどり はるか）
上がり症だが包丁さばきは部員随一で、京湖から「サムライ」と呼ばれる。日本料理の料理人を父に持ち、くいな達にも敬語を使う。当初は黒髪をポニーテールにしていたが、異世界に来てからはほぼ下ろしている。
雲雀ヶ丘京湖（ひばりがおか みやこ）
金髪を持つハーフ。基本的に口数が少ないが、大好きなくいなに対しては言葉を惜しまない。料理全般得意で、異世界の食材を使って元居た世界のものに似せた料理を作ることが出来る。
海燕院あやめ（うみつばめいん あやめ）
料理研究部の部長。こげ茶色の長髪と左目の下のホクロが特徴で、時々眼鏡をかける。関西出身で関西弁を話す。料理の技術は単行本全1巻収録時点で明らかでないが、エルスタインに「王立学問所の助教を上回る」と評されるほど聡明な少女。

### ロドウェル
エルスタイン＝W＝エンデルバーグ
第2話でロドウェルに着任した若き新領主。明るい色の髪と同色?の獣耳を持ち左頬にタトゥーのような模様を持つ男性。王立学問所を卒業したばかりの若さで穏やかな人物だが、ロドウェルの利権に絡む策謀に気づく聡明さも持つ。
セキレイ
エルスタインの秘書官。右前髪を長く垂らし残りを後ろでまとめた髪型で、ウサギの様な長い耳と鼻メガネが特徴の女性。王立学問所ではエルスタインの友人で、個人的には彼を「エルシー」と呼ぶ。4人の少女たちの世話役も務める。
ベルセッタ
ハウスメイド。短く黒い?髪と獣耳が特徴の女性。下級の使用人であるため権限は持たないが、領主の着任式で4人に救われて以来、特にくいなと親しくなった。くいなや使用人仲間からは「ベル（ちゃん）」と呼ばれる。

## 世界観
※単行本全1巻収録の第5話までの本編漫画および橙乃ままれによる小説（第2.5話）に基づく。
アルダイト
ロドウェルを含む地方の呼称。遠い昔に一帯を治めていたアルダイト帝王朝が分裂し、現在は騎士領同盟をはじめ幾つかの国に分かれている。一方、はるか東方から急速に勢力を拡大した東方帝国の脅威を受けつつある。アルダイト帝王朝は「異世界から来た英雄」によって築かれたとする伝説や神話があり、また稀に現れる異世界人によって知識や技術などの恩恵を受けた歴史もあるため、別世界から来た人間は厚遇される。住人は、身体の一部が獣のような者や獣そのものの姿をした者などが居る。また、教養を持つエルスタイン達ばかりか一般市民にいたるまで通訳などを介さず日本語が通じる。
ロドウェル騎士領同盟に属する東端の町。騎士領同盟はアルダイト帝王朝時代に開墾された土地が王から開墾者たる騎士たちに下賜され、帝王朝分裂時に独立した王国。ロドウェルは、鉄鋼業の拡大により需要の増した木炭の産地とすべく商人らによって豊かな森の地に造られた新しい町である。東方帝国に隣接され脅威を受けると同時に東西交通の要衝として重要度を増しつつもある。長らく利権を得ていた商人や貴族・司教といった保守勢力から成る「自治委員会」と王により派遣された領主との間には「貴族派」と「王子派」の確執を背景とする軋轢がある。

## 書誌情報
- 橙乃ままれ（原作）、水口鷹志（作画）、『放課後のトラットリア』フレックスコミックス<メテオCOMICS>、全1巻

2013年1月20日初版第1刷発行（2013年1月12日発売）ISBN 978-4-593-85680-0